# مقابر الكومنولث بالإسكندرية
مقابر الكومنولث بالإسكندرية (بالإنجليزية: Commonwealth War Cemetery in Alexandria)‏، هي مقابر أقيمت تخليدًا لذكرى ضحايا في محافظة الإسكندرية، خلال الحرب العالمية الأولي والثانية، وتشرف عليها هيئة الكومنولث لمقابر الحرب، تحتضن رفات جنود من مختلف الجنسيات، ضحوا بأرواحهم في عدة حروب ووقوع عدد كبير من الضحايا، وتضم 7367 شاهد قبر لضحايا دول بريطانيا ونيوزيلاندا وأستراليا وجنوب إفريقيا وفرنسا والهند وماليزيا، ينتمون لقوات الكومنولث وتعتبر المقبرة ب مصر لضحايا الحروب الأجانب إنها العبارة التي تم كتابتها على مداخل مقابر الكومنولث.

## الطابع الخاص
مقابر الكومنولث في كل العالم تأخذ نفس الشكل، فإذا انتقلنا إلى أوروبا، أو مصر وإيطاليا، أو إسبانيا، وإثيوبيا وتونس، سنجد أنها تأخذ نفس الشكل ونفس الصليب الذي يوضع عليه سيف للأسفل، ونفس الكلمات المكتوبة وشواهد القبور وطريقة كتابة الأسماء